# Heidenburg
Heidenburg je obec v německém zemském okresu Bernkastel-Wittlich ve spolkové zemi Porýní-Falc.

## Historie
První písemná zmínka o obci pochází z roku 1053. Kolem roku 1800 se vlivem Velké francouzské revoluce stal součástí Francouzské republiky. Po Vídeňském kongresu v roce 1814 se obec zařadila do Pruského království. Od roku 1947 je součástí nově vzniklé spolkové země Porýní-Falc.

## Partnerská města
- Villeblevin, Francie